# Quest for the Future
Quest for the future este un roman științifico-fantastic scris de A. E. van Vogt care a fost publicat prima oară în 1970 de către editura Ace.

## Conținut
Se bazează pe rescrierea a 3 novele:
- Far Centaurus (1944) (introdusă în roman de-a lungul capitolului 12)
- Film Library (1946) (introdusă în roman de-a lungul capitolelor 1-3, în prolog și în epilog)
- The Search (1943) (introdusă în roman începând cu capitolul 4)

## Povestea
Din întâmplare, un om intră în contact cu un grup de oameni care au darul de a se deplasa prin timp și între diferite lumi paralele. El va face tot ce poate pentru a fi acceptat ca membru al acestui grup, astfel încât va avea de suferit atacurile distructive ale unuia dintre membrii săi.

## Vezi și
- 1970 în științifico-fantastic